# هیپ هاپ سیاسی
هیپ هاپ سیاسی زیرگونهای از موسیقی هیپ هاپ است که در دهه ۱۹۸۰ به عنوان روشی برای تبدیل هیپ هاپ به فراخوانی برای کنش سیاسی_اجتماعی و نوعی فعالیت اجتماعی توسعه یافت. پابلیک انمی با الهام از مبلغان سیاسی دهه ۱۹۷۰ مانند آخرین شاعران و موسیقیدان گیل اسکات هرون، اولین گروه هیپ هاپ عمدتاً سیاسی بود. این امر به ایجاد شکل جدیدی از بیان اجتماعی برای گروه‌های تابعه کمک کرده است تا در مورد استثنا، بی عدالتی و کمبود قدرت خود صحبت کنند. هیپ هاپ سیاسی استفاده از موسیقی هیپ هاپ برای ارسال پیام‌های سیاسی برای الهام بخشیدن به کنش یا تغییرات اجتماعی یا متقاعد کردن شنونده در مورد جهان بینی خاصی است. هیچ ایدئولوژی سیاسی جامع هیپ هاپی وجود ندارد. بلکه چندین دیدگاه وجود دارد که از هرج و مرج گرفته از آنارشیسم گرفته تا مارکسیسم تا ارزش‌های ملت پنج درصد را در بر می‌گیرد.

## هیپ هاپ آگاهانه
هیپ هاپ آگاهانه، یا هیپ هاپ هوشیار اجتماعی، زیرگونه ای از هیپ هاپ است که اجماع غالب فرهنگی، سیاسی، فلسفی و اقتصادی را به چالش می‌کشد. یا اظهارنظرهایی راجع به موضوعات و درگیری‌های اجتماعی می‌کند. هیپ هاپ آگاهانه لزوماً به صراحت سیاسی نیست، اما اصطلاحات «هیپ هاپ هوشیار» و «هیپ هاپ سیاسی» گاهی به جای یکدیگر استفاده می‌شوند. هیپ هاپ آگاهانه و در کل هیپ هاپ از دهه ۸۰ شروع به جلب توجه کرد. اصطلاح «رپ ملت آگاه» برای توصیف دقیق تر موسیقی هیپ هاپ با پیام‌ها و مضامین سیاسی قوی استفاده شده است. موضوعات هیپ هاپ آگاهانه عبارتند از Afrocentricity، دین، انزجار از جنایت و خشونت، فرهنگ، اقتصاد یا به تصویر کشیدن مبارزات مردم عادی. هیپ هاپ آگاهانه اغلب به دنبال این است که آگاهی از مسائل اجتماعی را افزایش دهد، و به شنوندگان اجازه می‌دهد تا نظرات خود را شکل دهند، نه اینکه به شدت از برخی عقاید و اقدامات خواستار دفاع کنند.

## تاریخچه هیپ هاپ سیاسی و آگاهانه

### منشأ و توسعه اولیه
قبل از ظهور هیپ هاپ سیاسی، جنبش قدرت سیاه و تأکید بر غرور سیاه پوستان که در اواسط دهه ۱۹۶۰ بوجود آمد و در اوایل دهه ۱۹۷۰ شکوفا شد، تفسیرهای مختلفی را دربر گرفت که عناصر ایدئولوژیک قدرت سیاه را در خود جای داده بودند. آهنگ‌هایی که مضمون غرور سیاه را بیان می‌کنند عبارتند از: ترانه جیمز براون "Say it Loud (I'm Black and Proud)" (1969) و بیلی پاول "آیا من سیاه برای تو کافی هستم؟" (۱۹۷۲) پروت رپ گیل اسکات-هرون تأثیر اولیه ای بر رپ سیاسی و آگاهانه دارد، اگرچه بیشتر آلبوم‌های سیاسی و اجتماعی قبلی او در ژانرهای جاز، سول و فانک قرار دارند. پس از انتخاب رونالد ریگان به عنوان رئیس‌جمهور در سال ۱۹۸۰، شرایط در جوامع آفریقایی-آمریکایی در داخل شهر بدتر شد و مفسران سیاسی هیپ هاپ شروع به پرداختن به‌طور فزاینده ای نسبت به وخیم تر شدن مشکلات اجتماعی مانند بیکاری گسترده، وحشیگری پلیس، حبس، مدارس دولتی ناکافی، سیاسی بی‌تفاوتی، و ستم. یکی از اولین آهنگهای هیپ هاپ با هوشیاری اجتماعی " How We Gonna Make the Black Mate Rise؟ " از برادر D با تلاش جمعی بود. اولین آهنگ موفق هیپ هاپ حاوی رپ آگاهانه Grandmaster Flash and the Furious Five " The Message " بود که یک آهنگ هیپ هاپ با نفوذ سیاسی و آگاهانه بود و فقر، خشونت و زندگی بن‌بست فقرای شهری مردم زمان. علاوه بر این، مسائل پیچیده سیاسی اجتماعی قبل از هیپ هاپ و در تمام مراحل آن به شدت بر تولد و جهت‌گیری آن تأثیر گذاشت.

### گنگستا رپ
رپ گانگستایی اولیه اغلب همپوشانی قابل توجهی با رپ سیاسی و آگاهانه نشان می‌داد. پیشگامان ژانر رپ گانگستری مانند: Ice-T، NWA، Ice Cube و Geto Boys داستان‌های جنایی، تصاویر خشن و پرخاشگری مرتبط با رپ گانگستری را با تفسیرهای سیاسی-اجتماعی با هم ترکیب کردند، با استفاده از الگوهای رپ گنگستای استاندارد جنایت و خشونت برای اظهارنظر درمورد وضعیت جامعه و افشای مسائلی که در جوامع فقیر یافت می‌شود در کل جامعه. این هنرمندان رپ گنگستای اولیه تا حدودی تحت تأثیر رمان‌های جنایی تیره و تار و اغلب "انقلابی" Iceberg Slim و همچنین گروه‌های هیپ هاپ مانند Public Enemy و Boogie Down Productions قرار گرفتند. گروه‌هایی که شعرهای تهاجمی و مقابله ای دربارهٔ زندگی شهری را با تفسیرهای سیاسی-اجتماعی و پیامهای سیاسی اغلب رادیکال مخلوط می‌کنند. اولین آلبوم بحث‌برانگیز Straight Outta Compton توسط NWA، که در سال ۱۹۸۸ منتشر شد، رپ گانگستایی را به جریان اصلی وارد کرد، اما این آلبوم همچنین حاوی تفسیرهای سیاسی و اجتماعی سخت، از جمله آهنگ مقابله ای "Fuck tha Police " بود. کارهای آیس-تی بعضی اوقات به موضوعات دیگری می‌پرداخت: به عنوان مثال، او در آلبوم سوم خود به آزادی بیان و در رانندگی در حالت مستی، خشونت در خانواده و نلسون ماندلا در آلبوم چهارم خود رپ کرد.
آیسخ کیوب پس از جدایی از گروه ان‌دابلیوای در سال ۱۹۸۹، شروع به فعالیت انفرادی کرد و رپ سیاسی-اجتماعی و آگاهانه ای را با عناصر رپ گانگستا در اولین آلبوم 1990 Amerikkka's Most Wanted و همراه EP Kill at Will منتشر کرد. آلبوم گواهی مرگ سال ۱۹۹۱؛ و پس از آن آلبوم ۱۹۹۲، شکارچی. بعلاوه، Ice Cube آلبوم رپ / گانگستای رپ سیاسی جنجالی و رادیکال Guerillas in tha Mist توسط Da Lench Mob را در پی شورشهای ۱۹۹۲ لس آنجلس تهیه و در آن حضور یافت. اگرچه یخ مکعب در طول زندگی حرفه ای خود به‌طور متناوب تفسیرهای سیاسی و اجتماعی را در موسیقی خود وارد می‌کند، او بار دیگر با آلبوم Laugh Now, Cry Later و Raw Footage 2008، با تک آهنگ " Gangsta"، بر رپ آگاهانه و سیاسی متمرکز شد. Rap Made Me Do It "، آهنگی که با همبستگی ادراک شده بین موسیقی و مسائل جهانی (به عنوان مثال جنگ عراق، تیراندازی در مدارس و غیره) سروکار دارد.

### رپ زیرزمینی

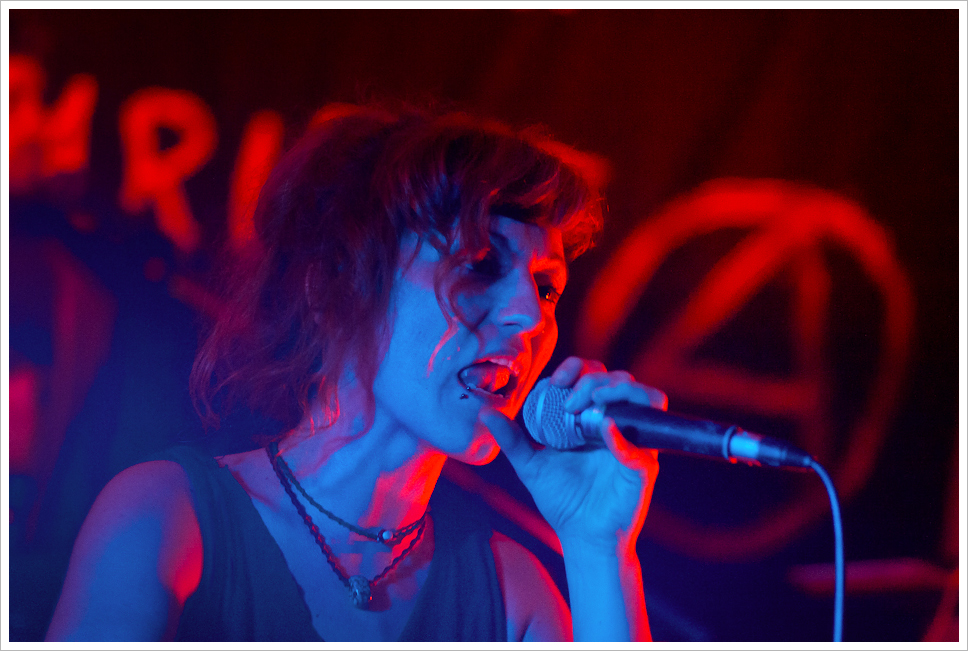
هیپ هاپ سیاسی آنارشیست

هنرمندانی که به‌طور مداوم رپ آگاهانه تولید می‌کنند، عمدتاً در زیر زمین هستند. با این حال، هنرمندان جریان اصلی به‌طور فزاینده ای عناصر هیپ هاپ آگاهانه را در آهنگ‌های خود گنجانده‌اند. صدها هنرمند وجود دارد که می‌توان موسیقی آنها را «سیاسی» توصیف کرد یا آنها را رپرهای سیاسی معرفی کرد: برای یک لیست جزئی به صفحه فهرست هنرمندان هیپ هاپ سیاسی مراجعه کنید.

## هنرمندان سیاسی
آیس کیوب، توپاک شکور، جوینر لوکاس، امینم، ایزی-ئی از جمله هنرمندانی بودند که ترانه‌های سیاسی منتشر کردند.

## هیپ هاپ در سیاست
ارتباط هیپ هاپ با دنیای سیاسی گسترده است. پاسخی که هیپ هاپ از سیاست‌های جریان اصلی دریافت کرده است بسیار گسترده بوده و منجر به گسترش ایده‌ها، نظرات و شکل‌گیری یک گفتگوی غیررسمی پیرامون موضوعات تا حد زیادی بحث‌برانگیز شده است.